# Arnaldo Leonzio
Arnaldo Leonzio (Francavilla al Mare, 31 marzo 1924 – Francavilla al Mare, 27 ottobre 1979) è stato un allenatore di calcio e calciatore italiano, di ruolo centrocampista.

## Carriera

### Giocatore
Nella stagione 1940-1941 gioca in Prima Divisione nell'Ortona a Mare, che nel 1941 lo mette in lista di trasferimento; nell'annata 1941-1942 ha vestito la maglia del Potenza, in Serie C.
Nella stagione 1945-1946 ha giocato in Serie C nell'Aquila, mentre l'anno seguente gioca 32 partite in Serie B con la maglia del Rieti, esattamente come nella stagione 1947-1948, la seconda di Leonzio nel campionato cadetto.
Nella stagione 1949-1950 milita nel Foggia in Serie C; gioca con i rossoneri anche nella stagione 1950-1951 (nella quale la squadra termina il suo girone al secondo posto in classifica) e nella stagione 1951-1952, chiusa con la retrocessione in IV Serie. In questo triennio è stato anche capitano della formazione pugliese.
Dal 1954 al 1957 ha invece vestito la maglia del Chieti, nel campionato di IV Serie.

### Allenatore
Nella stagione 1960-1961 diventa allenatore dell'Aquila, con cui ottiene un decimo posto in classifica in Serie C; sia l'anno successivo che nella stagione 1962-1963 ottiene altre due salvezze in terza serie con la squadra abruzzese; nella stagione 1963-1964 inizia la stagione con i rossoblù, che però a campionato in corso lo esonerano sostituendolo con Dino Bovoli.
Nella stagione 1965-1966 allena invece il Chieti. Nella stagione 1968-1969 siede sulla panchina del Crotone in Serie C, venendo però esonerato a stagione in corso in favore di Domenico Pulvirenti; torna all'Aquila nella stagione 1969-1970. Allena la squadra del capoluogo abruzzese anche nel corso della stagione 1971-1972 (disputata in Serie D) e per altri tre campionati consecutivi (dal 1974 al 1977) anch'essi in Serie D.